# Blussans
Blussans település Franciaországban, Doubs megyében. Lakosainak száma 188 fő (2022. január 1.). Blussans La Prétière, Saint-Maurice-Colombier, Sourans, Anteuil, Lanthenans és L’Isle-sur-le-Doubs községekkel határos.

## Népesség
A település népességének változása:
| Lakosok száma | 195  | 221  | 193  | 185  | 195  | 196  | 194  | 191  | 190  | 188  |
|               | 1968 | 1982 | 1990 | 2006 | 2013 | 2015 | 2017 | 2019 | 2020 | 2022 |